# Limnophora gressitti
Limnophora gressitti är en tvåvingeart som beskrevs av Shinonaga 2005. Limnophora gressitti ingår i släktet Limnophora och familjen husflugor. Inga underarter finns listade i Catalogue of Life.